# Cudjuy Patjidres
Cudjuy Patjidres, du groupe ethnique Paiwan, est un tatoueur traditionnel taïwanais.

## Biographie
Cudjuy Patjidres est natif de la ville de Taimali du comté de Taitung, dans le sud-est de Taïwan, où il a grandi. Il dessine depuis son plus jeune âge. À l'université, il est tombé sur un livre japonais, La Culture des premiers habitants de Taïwan : La renaissance de la Réunion qui présentait des photographies anciennes d'indigènes tatoués. Une photo en noir et blanc a attiré son attention. En regardant la coiffure de la personne sur la photo, Cudjuy a deviné que la personne sur la photo devait être d'un groupe ethnique Paiwan comme lui. Il a donc copié les caractères japonais de la photo et a demandé à un ami connaissant le japonais de confirmer qu'il s'agissait bien d'une photo du peuple Paiwan.
Il a alors entrepris un travail de recherches sur les tatouages du peuple Paiwan, dont la tradition de tatouage ancestral a été interdite sous l'occupation japonaise et a fini par s'éteindre à la fin du vingtième siècle. Ses recherches l'ont amené à entrer en contact avec d'autres tatoueurs traditionnels du Pacifique, et à se réapproprier les techniques de tatouage traditionnel. En 2015, il s'est rendu en Nouvelle-Zélande pour assister à la conférence annuelle du tatouage austronésien et a rencontré Keone Nunes, un tatoueur hawaïen. Après son retour, il a commencé à se réapproprier la technique du tatouage ancestral au peigne et à se tatouer puis à tatouer son entourage de motifs traditionnels. Avant de tatouer quelqu'un, Cudjuy Patjidres confirmera d’abord la classe sociale de la famille de la personne tatouée, suivra les rituels traditionnels et réalisera le tatouage sans violer les tabous. Cudjuy Patjidres est actuellement le seul conservateur et héritier de la culture traditionnelle du tatouage Paiwan.

## Filmographie
- Made in Païwan. Documentaire écrit et réalisé par Jonathan Bougard. 31 min. In Vivo Prod 2019[8].
- Skinindigneous : Taiwan. Documentaire écrit et réalisé par Randy Kelly. 26 min. Nish tellevision 2020[9].